# Xtreme Fitness Gyms
Xtreme Fitness Gyms – polska sieć klubów fitness z ponad 70 lokalizacjami i ponad 150 franczyzobiorcami w całej Polsce, założona w 2012 roku przez Łukasza Dojkę. Xtreme Fitness Gyms jest największą siecią franczyzową klubów fitness w Polsce. Siedziba firmy znajduje się w Tarnowie przy al. Jana Pawła II 29.

## Historia
Łukasz Dojka, założyciel Xtreme Fitness Gyms jako nastolatek pasjonował się kulturystyką i branżą fitness. Gdy przeprowadził się do Stanów Zjednoczonych zaczął pracę w jednym z sieciowych klubów fitness, a następnie rozwijał swoją karierę w branży, pracując dla kilku operatorów w Stanach Zjednoczonych i Wielkiej Brytanii. W 2012 roku wrócił do Polski i otworzył pierwszą siłownię w Tarnowie. Przez kolejne kilka lat wraz ze wspólnikiem Łukaszem Nowakowskim, uruchomili kilka własnych klubów, a w 2016 roku w Wadowicach uruchomili dziewiątą lokalizację, która była równocześnie pierwszym klubem fitness w modelu franczyzowym.

## Rozwój sieci
Xtreme Fitness Gyms to obecnie ponad 100 obiektów. Celem sieci jest uruchomienie do 2027 roku 227 rentownych klubów. W pierwszym etapie rozwoju kluby Xtreme Fitness powstawały w małych i średnich miejscowościach. W 2024 roku sieć ogłosiła ekspansję również w dużych miastach w całej Polsce.

## Franczyza
Sieć Xtreme Fitness Gyms działa również w modelu franczyzowym, w ramach którego wspiera franczyzobiorcę w całym procesie uruchomienia biznesu oraz otwarcia klubu (założenie spółki, rekrutacja, szkolenia, wsparcie operacyjne). Plan biznesowy zakłada osiągnięcie rentowności klubu już w pierwszych miesiącach po jego otwarciu.

## Oferta treningowa
Koncept klubów oparty jest na powierzchni 500-1000m2 ze strefami treningowymi takimi jak strefa cardio, strefa funkcjonalna, strefa air zone, strefa maszyn siłowych, strefa wolnych ciężarów oraz strefa fitness wraz z autorską strefą 10X Training. Klubowicze w ramach swojego karnetu otrzymują dostęp do aplikacji oraz platformy treningowej VOD z zajęciami w formie video jak również prowadzonymi na żywo. Ponadto w ramach jednego karnetu istnieje możliwość do korzystania ze wszystkich klubów Xtreme Fitness Gyms w całej Polsce.

## Nagrody i wyróżnienia
- Champion Biznesu 2024[17]
- I miejsce w kategorii Innowacja Roku Targi Franczyza Expo 2021
- Tytuł Dobra Marka[18][19]
- I miejsce w kategorii Lider Jakości - Model Franczyzowy[20]
- I miejsce w kategorii Innowacja Roku Targi Franczyza Expo 2020
- Członkostwo w Polskiej Organizacji Franczyzodawców[21]
- Tytuł Zdrowa Marka Roku[22]
- Franchise Brands With Impact[23]
- Lider Franczyzy w Polsce 2025[23]